# (5024) Bechmann
(5024) Bechmann es un asteroide perteneciente al cinturón de asteroides descubierto por Poul Jensen el día 14 de noviembre de 1985 desde el Observatorio Brorfelde. 

## Designación y nombre
Designado provisionalmente como 1985 VP. Fue nombrado Bechmann en honor a Poul Bechmann, líder del taller del Observatorio Brorfelde. 

## Características orbitales
Bechmann está situado a una distancia media de 3,225 ua, pudiendo alejarse un máximo de 3,388 ua y acercarse un máximo de 3,062 ua. Tiene una excentricidad de 0,0504. 

## Características físicas
Este asteroide tiene una magnitud absoluta de 11,8. 